# 鳥獏先輩なに賭ける?
『鳥獏先輩なに賭ける？』（とばくせんぱいなにかける）は、くずしろによる日本の漫画。『漫画アクション』（双葉社）にて2017年4号より不定期で連載中。

## 登場人物
鳥獏 京（とばく けい）

馬締 忠（まじめ ただし）

本間 いちず（ほんま いちず）

## 書誌情報
- くずしろ『鳥獏先輩なに賭ける？』 双葉社〈漫画アクション〉、既刊2巻（2018年5月28日現在）
  1. 2017年7月28日発売[2][3]、ISBN 978-4-575-85010-9
  2. 2018年5月28日発売[4]、ISBN 978-4-575-85165-6